# Devinn Lane
Devinn Lane, pseudonimo di Cherilyn McCarver (Newport Beach, 28 marzo 1972), è un'ex attrice pornografica e regista pornografica statunitense.

## Biografia
Rimasta incinta a soli 16 anni, inizia a lavorare due anni più tardi come spogliarellista per mantenere il figlio. Nel 1996 quando ancora stava ballando in locali notturni le viene proposto di posare per varie riviste per adulti.
Nel 1999 entra nel mondo del porno, inizialmente interpreta solo scene lesbiche. Nello stesso anno firma un contratto in esclusiva con la Wicked Pictures. In ottobre, sempre del 1999, viene eletta "Pet of the month" dalla rivista Penthouse.
Nel 2003, dopo aver rinnovato il contratto, inizia ad apparire in scene eterosessuali, fino al 2005 quando abbandona il ruolo di attrice per dedicarsi esclusivamente alla direzione di film porno. Devinn Lane aveva già debuttato alla regia nel 2002, quando era ancora una Qicked girl, con Devinn Lane Show 1: Forbidden Zone.
Dal 2007, diventata una freelance e non avendo più vincoli contrattuali, lavora con diverse case tra cui Metro, Sin City e New Sensations.

## Riconoscimenti
- AVN Awards
  - 2001 – Best Solo Sex Scene per In Style[5]
  - 2003 – Best Actress (video) per Breathless[6]

- Nomination
  - 2000 – AVN Award – Best All-Girl Sex Scene – Film per Three
  - 2001 – Hot d'Or – Best New Starlet
  - 2001 – AVN Award – Best Actress – Video per Spellbound
  - 2002 – AVN Award – Best Solo Sex Scene per Love Shack
  - 2002 – AVN Award – Best All-Girl Sex Scene – Video per Love Shack
  - 2003 – AVN Award – Female Performer of the Year
  - 2003 – AVN Award – Best Supporting Actress – Video per Turning Point
  - 2003 – AVN Award – Best All-Girl Sex Scene – Video per After Hours e Breathless
  - 2004 – AVN Award – Female Performer of the Year
  - 2004 – AVN Award – Best Actress – Video per Improper Conduct
  - 2004 – AVN Award – Best Supporting Actress – Video per Space Nuts
  - 2004 – AVN Award – Best All-Girl Sex Scene – Video per After Hours e Improper Conduct
  - 2006 – AVN Award – Best Actress – Video per Lovers Lane

## Filmografia

### Attrice
- Broken English (1999)
- Darling (1999)
- Escorts (1999)
- Gina's Girls (1999)
- No Man's Land 28 (1999)
- Talk Dirty to Me 12 (1999)
- Taped College Confessions 6 (1999)
- Three (1999)
- United Colors Of Ass 3 (1999)
- Voluptuous 1 (1999)
- Whispers (1999)
- White Panty Chronicles 9 (1999)
- Bordello Blues (2000)
- Buried Treasure (2000)
- Flash (2000)
- In Style (2000)
- Silent Echoes (2000)
- Spa (2000)
- Spellbound (2000)
- Toys For Great Sex (2000)
- Working Girl (2000)
- All Expenses Paid (2001)
- Basically Becca (2001)
- Beautiful / Nasty 1 (2001)
- Chances (2001)
- Euphoria (2001)
- Five Rooms (2001)
- French Kiss (2001)
- Infidelity (2001)
- Jack And Jill (2001)
- Love Shack (2001)
- Naked Bodies (2001)
- Vegas Or Bust (2001)
- About a Woman (2002)
- Adult Video News Awards 2002 (2002)
- After Hours (2002)
- Breathless (2002)
- Devinn Lane Show 1: Forbidden Zone (2002)
- Devinn Lane Show 2: Less Talk More Action (2002)
- Devinn Lane Show 3: Attack of the Divas (2002)
- Devinn Lane Show 4: And the Winner Is... (2002)
- Fluffy Cumsalot, Porn Star (2002)
- Good Girls Gone Bad (2002)
- Sex On Film (2002)
- Think Pink (2002)
- Turning Point (2002)
- Without A Trace (2002)
- Women In Uniform (2002)
- Young Devon (2002)
- Adult Video News Awards 2003 (2003)
- Beautiful (2003)
- Casting Couch Cuties (2003)
- Devinn Lane Show 5: Saving The Best For Last (2003)
- Improper Conduct (2003)
- Kink (2003)
- Lesbian Big Boob Bangeroo 2 (2003)
- Lovestruck (2003)
- Space Nuts (2003)
- Wicked Sex Party 6 (2003)
- Wicked Sorceress (2003)
- Adult Video News Awards 2004 (2004)
- Award Winning Sex Scenes (2004)
- Beautiful / Nasty 2 (2004)
- Danni's Busty Naturals: The Brunettes (2004)
- Lickity Slit (2004)
- Road Trixxx 1 (2004)
- Road Trixxx 2 (2004)
- Stiletto (2004)
- Tuff Chick (2004)
- Wicked Divas: Julia Ann (2004)
- Beautiful / Nasty 3 (2005)
- Clam Smackers (2005)
- Guide to Eating Out (2005)
- Lettin' Her Fingers Do The Walking (2005)
- Lovers Lane (2005)
- Revenge of the Dildos (2005)
- Road Trixxx 3 (2005)
- Breast Obsessed (2006)
- Devinn Lane's Guide to Strap-On Sex (2006)
- Jamaican Vacation (2006)
- Butt I Like It (2007)
- Lesbian MILTF 2 (II) (2007)
- Lesbian MILTF 3 (2007)
- No Man's Land Girlbang (2007)
- Saturday Night Beaver (2007)
- 50 State Masturbate (2008)
- Teen Cuisine Too (2008)
- When MILFs Attack (II) (2008)
- Cougar Safari (2011)
- Wicked Digital Magazine 4 (2011)
- Babe Buffet: All You Can Eat (2012)

### Regista
- Devinn Lane Show 1: Forbidden Zone (2002)
- Devinn Lane Show 2: Less Talk More Action (2002)
- Devinn Lane Show 3: Attack of the Divas (2002)
- Devinn Lane Show 4: And the Winner Is... (2002)
- Devinn Lane Show 5: Saving The Best For Last (2003)
- Latin Car Show Queens (2004)
- Pillow Talk (2004)
- Road Trixxx 1 (2004)
- Road Trixxx 2 (2004)
- Filthy (2005)
- Road Trixxx 3 (2005)
- Devinn Lane's Guide to Strap-On Sex (2006)
- Devinn Lane's Swingers (2006)
- Jamaican Vacation (2006)
- Slumber Party 20 (2006)
- Curvy Pervy Girls (2007)
- Dirty Over 30 1 (2007)
- Hot Asian Rod Riders (2007)
- Low Ridin' Latinas (2007)
- No Man's Land Girlbang (2007)
- No Man's Land MILF Edition 1 (2007)
- Pink Paradise 2 (2007)
- Pink Paradise 3 (2007)
- No Man's Land MILF Edition 2 (2008)